# Signe Sjølund
Signe Sjølund Pedersen (* 12. Juni 1992 in Roskilde, Dänemark) ist eine ehemalige dänische Handballspielerin.

## Karriere
Sjølund begann mit fünf Jahren das Handballspielen bei Viby Sjælland. Mit elf Jahren schloss sich die Rechtshänderin Roskilde Håndbold an. Nachdem die Rückraumspielerin anschließend für GOG Svendborg TGI auf Torejagd gegangen war, kehrte sie wieder nach Roskilde zurück. Mit der Damenmannschaft von Roskilde spielte sie in der höchsten dänischen Spielklasse. Im Jahre 2011 wechselte Sjølund zum dänischen Erstligisten Aalborg DH.
Sjølund hatte in ihrer Zeit bei Aalborg mit einer schweren Knieverletzung zu kämpfen. Da sie aufgrund der Verletzung lange pausieren musste, wurde ihr Vertrag in beidseitigem Einvernehmen am 30. November 2012 aufgelöst. Im Sommer 2013 unterschrieb sie einen Vertrag beim Erstligisten København Håndbold. Nachdem sich Sjølund in der Saison 2015/16 erneut schwer am Knie verletzt hatte, entschloss sie sich im April 2016, ihre Karriere zu beenden.
Sjølund gewann die Goldmedaille bei der U-17-Europameisterschaft 2009 sowie bei den Olympischen Jugend-Sommerspielen 2010. Sie stand im Jahre 2011 vor ihrem Länderspieldebüt mit der dänischen Frauen-Handballnationalmannschaft, jedoch verhinderte eine Verletzung die Teilnahme am Spiel.

## Privates
Signe Sjølund ist mit dem dänischen Fußballspieler Nicolai Boilesen liiert.